# Raymond Huizing
Raymond Huizing (21 augustus 2001) is een Nederlands voetballer die speelt bij VV Sparta Nijkerk.

## Carrière
Raymond Huizing speelde van 2011 tot 2020 in de jeugd van FC Utrecht. In 2020 maakte hij de overstap naar Jong FC Utrecht. Hij debuteerde voor dit elftal in de Eerste divisie op 28 augustus 2020, in de met 1-2 verloren thuiswedstrijd tegen FC Eindhoven. Eind augustus 2022 werd het contract van Huizing bij FC Utrecht beëindigd.

### Statistieken
| Seizoen                        | Club            | Land           | Competitie     | Competitie | Competitie | Beker | Beker | Totaal | Totaal |
| Seizoen                        | Club            | Land           | Competitie     | Wed.       | Dlp.       | Wed.  | Dlp.  | Wed.   | Dlp.   |
| ------------------------------ | --------------- | -------------- | -------------- | ---------- | ---------- | ----- | ----- | ------ | ------ |
| 2019/20                        | Jong FC Utrecht | Nederland      | Eerste divisie | 0          | 0          | –     | –     | 0      | 0      |
| 2020/21                        | Jong FC Utrecht | Nederland      | Eerste divisie | 1          | 0          | –     | –     | 1      | 0      |
| Carrièretotaal                 | Carrièretotaal  | Carrièretotaal | Carrièretotaal | 1          | 0          | 0     | 0     | 1      | 0      |
| Bijgewerkt op 30 augustus 2020 |                 |                |                |            |            |       |       |        |        |